# Fonction de répartition

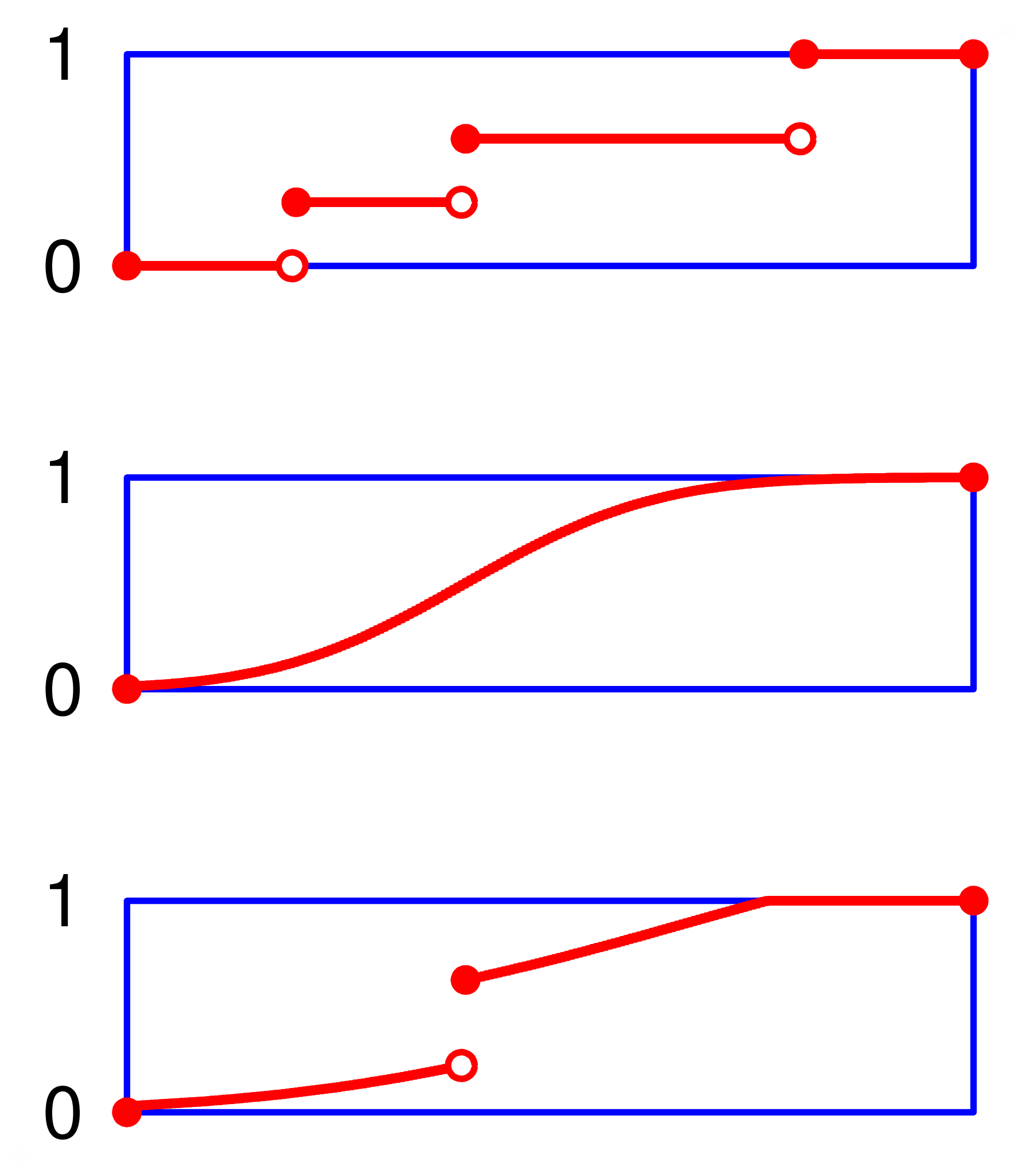
Fonctions de répartition d'une variable discrète, d'une variable continue et d'une variable avec atome, mais non discrète.

En théorie des probabilités, la fonction de répartition d'une variable aléatoire réelle X est la fonction FX qui, à tout réel x, associe la probabilité que X prenne une valeur inférieure ou égale à x :
{\displaystyle F_{X}(x)=\mathbb {P} (X\leq x).}
Cette fonction caractérise la loi de probabilité de la variable aléatoire : elle permet de calculer la probabilité de chaque intervalle semi-ouvert à gauche ]a, b] où a < b, par
{\displaystyle \mathbb {P} (X\in ]a,b])=\mathbb {P} (a<X\leq b)=F_{X}(b)-F_{X}(a).}
La fonction de répartition d'une mesure de probabilité {\displaystyle \mu } définie sur la tribu borélienne {\displaystyle {\mathcal {B}}(\mathbb {R} )} est la fonction F qui à tout réel x associe 
{\displaystyle F(x)=\mu (]-\infty ,x]).}

## Exemples de calculs de la fonction de répartition

### Variables à densité

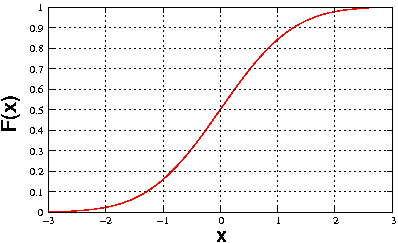
Fonction de répartition de la loi normale centrée réduite.

La fonction de répartition FX d'une variable aléatoire X de densité de probabilité fX est une primitive (en un sens un peu relâché) de cette densité fX. Plus précisément, FX est définie, pour tout nombre réel x, par :
{\displaystyle F_{X}(x)=\int _{-\infty }^{x}f_{X}(t)\,\mathrm {d} t.}
Toutefois, il ne s'agit pas d'une primitive au sens strict du terme car il se peut que qu'une fonction de répartition ne soit pas dérivable sur tout {\displaystyle \mathbb {R} ,} comme c'est le cas pour la fonction de répartition de la loi uniforme sur l'intervalle [a, b] (non dérivable en a ou en b), ou encore de la loi exponentielle (non dérivable en 0). On peut seulement affirmer :
- qu'une fonction de répartition  est dérivable presque partout pour la mesure de Lebesgue ;
- que si la variable X est à densité, alors la dérivée de FX est égale à fX presque partout pour la mesure de Lebesgue.

On peut remarquer que, contrairement aux variables discrètes, une variable à densité X vérifie {\displaystyle \mathbb {P} (X=a)=0} pour tout nombre réel a : en conséquence, la fonction de répartition des variables à densité est continue en tout point. En fait une variable aléatoire réelle X possède une densité de probabilité si et seulement si sa fonction de répartition est absolument continue sur chaque intervalle borné.

### Variables discrètes

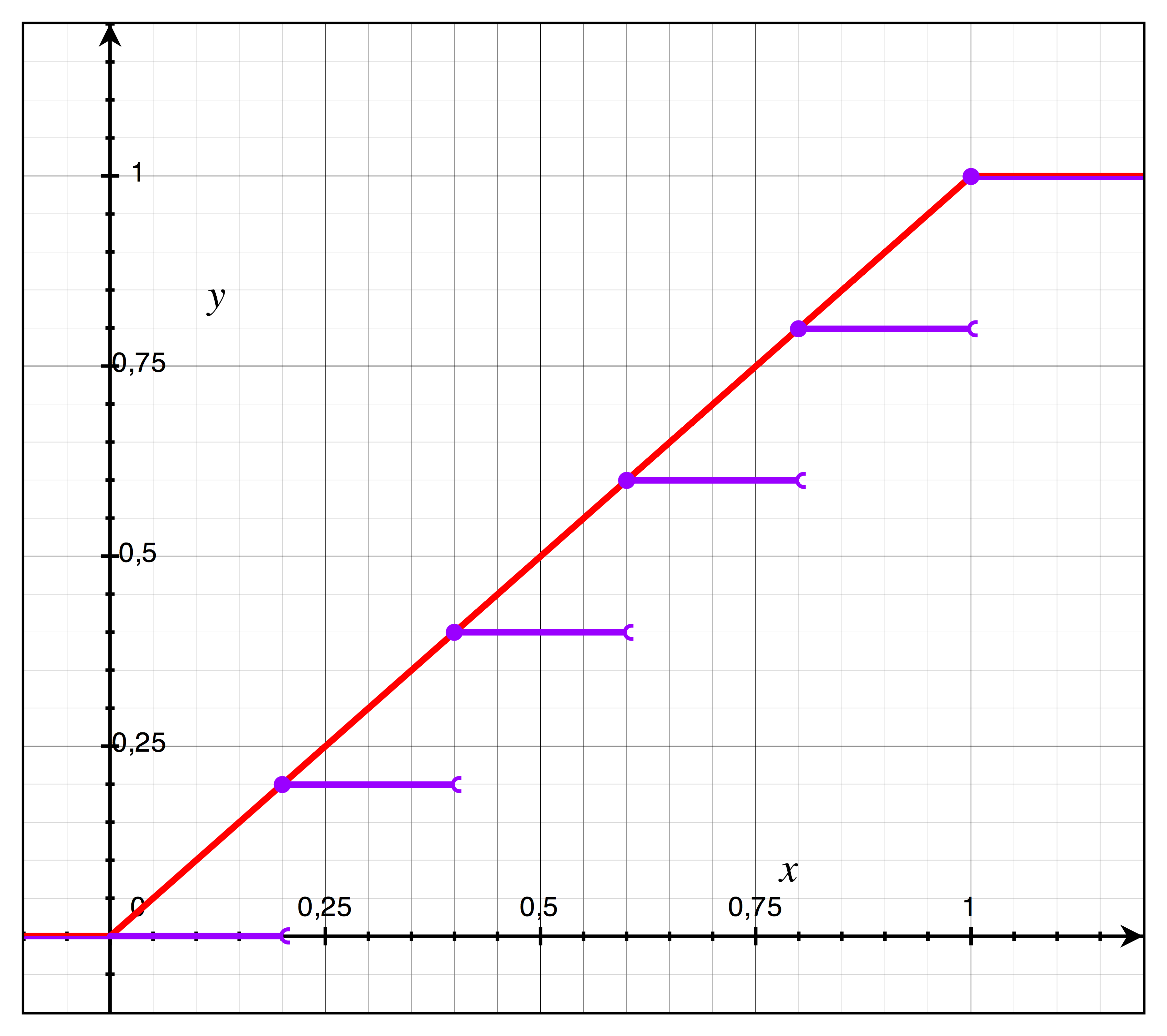
Fonction de répartition de la loi uniforme discrète sur {0,2 ; 0,4 ; 0,6 ; 0,8 ; 1} (pour laquelle pi = 0,2 ; 1 ≤ i ≤ 5, en violet) et de la loi uniforme (continue) sur l'intervalle [0, 1] (en rouge).

Une variable aléatoire X est dite discrète si son support S est fini ou dénombrable, ou bien, de manière équivalente, s'il existe un ensemble A fini ou dénombrable tel que
{\displaystyle \mathbb {P} (X\in A)=1.}
La loi de X est déterminée sans ambiguïté par la donnée de (ps)s ∈ S ou de  (ps)s ∈ A, où
{\displaystyle p_{s}=\mathbb {P} (X=s).}
Si, par exemple, X est une variable aléatoire réelle, on a
{\displaystyle F_{X}(x)=\sum _{s\in S}p_{s}1_{[s,+\infty [}(x).}
où 1E est la fonction indicatrice de l'ensemble E.
Pour les variables aléatoires discrètes les plus courantes (par exemple, les lois uniformes, binomiales, de Poisson) S est un ensemble bien ordonné : on peut alors numéroter ses éléments de manière croissante, p.e. s1 ≤ s2 ≤ s3 ≤ ... et numéroter les probabilités ps en conséquence, p.e. en posant pi = psi, i ≥ 1. On a alors, si x ∈ [si,  si + 1[, 
{\displaystyle F_{X}(x)=\sum _{1\leq j\leq i}p_{j}.}
Soit encore, plus généralement :
{\displaystyle {\begin{aligned}F_{X}(x)&=\sum _{i\geq 1}\ q_{i}\ 1_{[s_{i},s_{i+1}[}(x),\\q_{i}&=\sum _{1\leq j\leq i}p_{j}.\end{aligned}}}
La fonction de répartition est alors une fonction constante par intervalles et sa représentation graphique est en escalier. Les sauts d'une marche à l'autre de l'escalier se situent aux abscisses si, et l'amplitude du saut d'abscisse s est ps = FX(s) – FX(s–). En particulier la fonction de répartition d'une variable discrète X est discontinue exactement aux points s tels que {\displaystyle \mathbb {P} (X=s)>0.} Voir la section Propriétés de la fonction de répartition pour une démonstration.

### Cas spécial: fonction de répartition continue purement singulière
L'escalier de Cantor F est un exemple de fonction de répartition continue mais dont la dérivée est presque partout nulle. Ainsi, les formules précédentes ne sont plus vraies pour l'escalier de Cantor : par exemple pour x > 0, on n'a pas
{\displaystyle F(x)=\int _{-\infty }^{x}F^{\prime }(t)\,\mathrm {d} t,}
car F prend des valeurs strictement positives sur ]0, +∞[, alors que l'intégrale constituant le membre de droite est identiquement nulle. En effet, l'ensemble
{\displaystyle \{t\in \mathbb {R} \mid F^{\prime }(t)\neq 0\}}
est de mesure de Lebesgue nulle. Par ailleurs, la loi de probabilité associée à l'escalier de Cantor est continue (sans atome), puisque F est une fonction continue sur {\displaystyle \mathbb {R} }. L'escalier de Cantor est en fait un exemple de fonction de répartition continue mais qui n'est pas absolument continue sur chaque intervalle : on dit alors qu'elle est continue purement singulière.

## Propriétés de la fonction de répartition

### Propriétés caractéristiques
Théorème — La fonction de répartition FX d'une variable aléatoire réelle X a les propriétés caractéristiques suivantes :
1. FX  est croissante ;
2. Elle est partout continue à droite ;
3. Elle a pour limite 0 en {\displaystyle -\infty }, i.e. {\displaystyle \lim _{x\to -\infty }F_{X}(x)=0} ;
4. Elle a pour limite 1 en {\displaystyle +\infty }, i.e. {\displaystyle \lim _{x\to +\infty }F_{X}(x)=1.}

Réciproquement, toute fonction définie sur {\displaystyle \mathbb {R} } et satisfaisant ces quatre propriétés est la fonction de répartition d’une certaine variable aléatoire. Autrement dit, les points 1 à 4 sont caractéristiques de la fonction de répartition d'une variable aléatoire réelle X : étant donné une fonction réelle de la variable réelle, on note F, satisfaisant les points 1 à 4, on peut construire concrètement une variable aléatoire réelle X ayant F pour fonction de répartition, voir ci-dessous le théorème de la réciproque. On note que la construction utilisant le théorème de la réciproque sert concrètement à produire, sur ordinateur, des échantillons de taille arbitraire d'une loi de probabilité arbitraire, ce qui est l'ingrédient de base des méthodes de Monte-Carlo.

### Remarque
On peut ainsi définir la notion de fonction de répartition sans introduire celle de variable aléatoire : il suffit juste qu'elle vérifie les points 1 à 4 précédents. Si on ajoute à cela la notion de fonction arithmétique, on arrive rapidement dans la théorie probabiliste des nombres.

### Autres propriétés
À cause des points 1, 3 et 4, FX est bornée, plus précisément
{\displaystyle \forall x\in \mathbb {R} ,\ \ \ 0\leq F_{X}(x)\leq 1.}
Comme toute fonction monotone bornée, FX admet en tout point x une limite à gauche FX(x–), limite à gauche égale ou non à FX(x) selon que FX est continue en x ou non. FX est une fonction càdlàg.
La connaissance de la fonction de répartition permet de calculer la probabilité de tout intervalle
- {\displaystyle \mathbb {P} (X\in ]-\infty ,x])\,=\,\mathbb {P} (X\leq x)\,=\,F_{X}(x),}
- {\displaystyle \mathbb {P} (X\in ]x,+\infty [)\,=\,\mathbb {P} (X>x)\,=\,1-F_{X}(x),}
- {\displaystyle \mathbb {P} (X\in ]x,y])\,=\,\mathbb {P} (x<X\leq y)\,=\,F_{X}(y)-F_{X}(x),}
- {\displaystyle \mathbb {P} (X\in ]-\infty ,x[)\,=\,\mathbb {P} (X<x)\,=\,F_{X}(x_{-}),}
- {\displaystyle \mathbb {P} (X\in ]x,y[)\,=\,\mathbb {P} (x<X<y)\,=\,F_{X}(y_{-})-F_{X}(x),}
- {\displaystyle \mathbb {P} (X\in [x,y[)\,=\,\mathbb {P} (x\leq X<y)\,=\,F_{X}(y_{-})-F_{X}(x_{-}),}
- {\displaystyle \mathbb {P} (X\in [x,y])\,=\,\mathbb {P} (x\leq X\leq y)\,=\,F_{X}(y)-F_{X}(x_{-}),}

et
- {\displaystyle \mathbb {P} (X=x)=F_{X}(x)-F_{X}(x_{-})\,}

On appelle atome de la variable aléatoire X tout réel a pour lequel {\displaystyle \mathbb {P} (X=a)>0}. Ainsi, en vertu de la dernière propriété de la liste ci-dessus, 
Propriété — Les atomes de la variable aléatoire X sont  exactement les points de discontinuité de la fonction de répartition.
La fonction de répartition d'une variable aléatoire X est donc continue si et seulement si X n'a aucun atome, i.e. si et seulement si
{\displaystyle \forall x\in \mathbb {R} ,\ \mathbb {P} (X=x)=0.}
On dit alors que la loi de X est continue (ou encore diffuse) et, par extension, que la variable aléatoire X elle-même est continue. En particulier, les variables aléatoires réelles possédant une densité de probabilité sont continues. Il existe cependant des variables aléatoires continues mais ne possédant pas pour autant une densité de probabilité, c'est le cas, par exemple, de la variable aléatoire ayant pour fonction de répartition l'escalier de Cantor.
On peut noter que l'ensemble des points de discontinuité de FX est fini ou dénombrable, comme c'est le cas pour toute fonction monotone bornée :
Conséquence — L'ensemble S des atomes de la  variable aléatoire X est fini ou dénombrable.

## Caractérisation de la loi par la fonction de répartition
Théorème — La loi de probabilité d'une variable aléatoire réelle est caractérisée par sa fonction de répartition.
Oun de façon plus explicite : si deux variables aléatoires réelles ont même fonction de répartition, alors elles ont même loi (et réciproquement).
En d'autres termes, si deux variables aléatoires réelles, X et Y, vérifient
{\displaystyle \forall x\in \mathbb {R} ,\qquad \mathbb {P} (X\leq x)=\mathbb {P} (Y\leq x),}
alors elles vérifient aussi que pour tout borélien A, 
{\displaystyle \mathbb {P} (X\in A)=\mathbb {P} (Y\in A).}
De plus, elles vérifient que  pour toute fonction mesurable φ, 
{\displaystyle \mathbb {E} [\varphi (X)]=\mathbb {E} [\varphi (Y)],}
dès que l'un des deux termes de l'égalité a un sens.

## Théorème de la réciproque
Soit F une fonction de {\displaystyle \mathbb {R} } dans {\displaystyle \mathbb {R} } satisfaisant les 4 propriétés caractéristiques. On note G la fonction définie pour ω ∈ ]0, 1[ par
{\displaystyle G(\omega )=\inf \left\{x\in \mathbb {R} \ |\ F(x)\geq \omega \right\}.}
Alors G est une variable aléatoire réelle définie sur l'espace probabilisé {\displaystyle \left(\Omega ,{\mathcal {A}},\mathbb {P} \right)} où {\displaystyle \left(\Omega ,{\mathcal {A}}\right)=\left(]0,1[,{\mathcal {B}}(]0,1[)\right)} et où {\displaystyle \mathbb {P} } désigne la restriction à {\displaystyle {\mathcal {B}}(]0,1[)}
de la mesure de Lebesgue sur {\displaystyle \mathbb {R} }. Le théorème stipule que :
Théorème — Sur l'espace {\displaystyle \left(\Omega ,{\mathcal {A}},\mathbb {P} \right)}, la fonction de répartition de G est F.
Ainsi toute fonction F de {\displaystyle \mathbb {R} } dans {\displaystyle \mathbb {R} } satisfaisant les quatre propriétés caractéristiques est fonction de répartition d'une variable aléatoire réelle (de G, par exemple), ou encore d'une mesure de probabilité  sur {\displaystyle \left(\mathbb {R} ,{\mathcal {B}}(\mathbb {R} )\right)} (de la loi de G, par exemple).
Remarques.
- Lorsque F est une bijection bicontinue d'un intervalle I dans ]0, 1[ (i.e. F est continue strictement croissante), G est tout simplement la réciproque de F (i.e. G ∘ F = IdI  et F ∘ G = Id]0, 1[). Pour cette raison, G est parfois appelée réciproque généralisée de F.
- Cette généralisation n'est en rien arbitraire. La condition clé, à savoir {\displaystyle \left\{G(\omega )\leq x\right\}\Leftrightarrow \left\{\omega \leq F(x)\right\}}, fait l'objet de théories générales utiles dans de nombreux domaines des mathématiques, à savoir les connexions de Galois et plus généralement la notion d'adjonction en théorie des catégories.
- G est aussi appelée fonction quantile.
- L'intérêt pratique de ce théorème est développé dans l'article Méthode de la transformée inverse, ainsi que dans la section suivante.

## Conséquences du théorème de la réciproque

### Simulation de variables aléatoires réelles de loi arbitraire
Si U désigne une variable aléatoire réelle uniforme sur [0, 1], alors X = G(U) a pour fonction de répartition F.
Ainsi dans tout langage de programmation possédant un générateur de nombres aléatoires, on peut simuler une suite de longueur arbitraire de v.a.r. indépendantes de même fonction de répartition F, pourvu que G soit connue : il suffit alors d'appeler ce générateur de manière répétée, et d'appliquer la fonction G aux nombres produits par ces appels répétés.

### Exemples
|                                  | densité de probabilité | fonction de répartition | réciproque (généralisée) | code |
| -------------------------------- | --- | --- | --- | --- |
| Loi de Cauchy                    | {\displaystyle {\frac {1}{\pi (1+x^{2})}}} | {\displaystyle F(x)={\frac {1}{\pi }}\left({\frac {\pi }{2}}+\arctan(x)\right)} | {\displaystyle G(\omega )=\tan \left(\pi (\omega -{\frac {1}{2}})\right)} | {\displaystyle x\leftarrow \tan \left(\pi (\mathrm {rand()} -{\frac {1}{2}})\right)} |
| Loi exponentielle                | {\displaystyle \lambda \,\mathrm {e} ^{-\lambda x}\ 1_{x\geq 0}} | {\displaystyle F(x)=\left(1-\mathrm {e} ^{-\lambda x}\right)\ 1_{x\geq 0}} | {\displaystyle G(\omega )=-{\frac {1}{\lambda }}\ \ln(1-\omega )} | {\displaystyle x\leftarrow \ -{\frac {1}{\lambda }}\ \ln(\mathrm {rand()} )} |
| Loi uniforme sur [a, b]          | {\displaystyle {\frac {1}{b-a}}\ 1_{[a,b]}(x)} | {\displaystyle F(x)={\frac {x-a}{b-a}}\ 1_{[a,b]}(x)\ +\ 1_{]b,+\infty [}(x)} | {\displaystyle G(\omega )=a+\omega (b-a)} | {\displaystyle x\leftarrow a+(b-a)\mathrm {rand()} } |
| Loi de Bernoulli                 | | {\displaystyle F(x)=(1-p)\ 1_{[0,1[}(x)\ +\ 1_{[1,+\infty [}(x)} | {\displaystyle G(\omega )=\lfloor p+\omega \rfloor } | {\displaystyle x\leftarrow \lfloor p+\ \mathrm {rand()} \rfloor } |
| Loi uniforme sur {1, 2, ... , n} | | {\displaystyle F(x)={\frac {\lfloor x\rfloor }{n}}\ 1_{[0,n]}(x)\ +\ 1_{]n,+\infty [}(x)} | {\displaystyle G(\omega )=\lceil n\omega \rceil } | {\displaystyle x\leftarrow \lceil n\ \mathrm {rand()} \rceil } |
| Loi normale, Loi binomiale       | comme il n'y a pas de formule suffisamment explicite pour la fonction de répartition, et encore moins de formule explicite pour la réciproque de cette dernière, le théorème est alors inopérant. | comme il n'y a pas de formule suffisamment explicite pour la fonction de répartition, et encore moins de formule explicite pour la réciproque de cette dernière, le théorème est alors inopérant. | comme il n'y a pas de formule suffisamment explicite pour la fonction de répartition, et encore moins de formule explicite pour la réciproque de cette dernière, le théorème est alors inopérant. | comme il n'y a pas de formule suffisamment explicite pour la fonction de répartition, et encore moins de formule explicite pour la réciproque de cette dernière, le théorème est alors inopérant. |

La loi normale peut cependant être simulée, par la méthode de Box-Muller, à l'aide de deux variables aléatoires indépendantes suivant chacune une loi uniforme : si {\displaystyle U,V\sim {\mathcal {U}}([0,1])} de manière indépendante alors {\displaystyle {\sqrt {-2\ln(U)}}\cos(2\pi V)} suit une loi normale centrée réduite. L'établissement de ce résultat fait également appel au théorème de la réciproque.
On trouvera tout sur l'art d'engendrer des variables aléatoires de lois arbitraires, par exemple à l'aide de variables uniformes, dans Non-Uniform Random Variate Generation, édité chez Springer, disponible sur le web.

### Autres conséquences du théorème de la réciproque
La réciproque généralisée de F est un exemple de v.a.r. dont la fonction de répartition est F, mais c'est un exemple privilégié. Ses utilisations sont nombreuses, allant de propriétés de l'ordre stochastique, à des propriétés de la distance de Wasserstein, en passant par le théorème de représentation de Skorokhod, voir section suivante.

## Convergence en loi et fonction de répartition
On considère une suite de variables aléatoires (Xn)n ≥ 0 (resp. une variable aléatoire X) définies sur des espaces probabilisés {\displaystyle \left(\Omega _{n},{\mathcal {A}}_{n},\mathbb {P} _{n}\right)} (resp. {\displaystyle \left(\Omega ,{\mathcal {A}},\mathbb {P} \right)}) éventuellement différents, mais toutes à valeurs dans le même espace métrique (S, d). On dit que (Xn)n ≥ 0 converge en loi vers X si, pour toute fonction continue bornée de (S,d) dans {\displaystyle \mathbb {R} },
{\displaystyle \lim _{n\rightarrow \infty }\mathbb {E} \left[f(X_{n})\right]=\mathbb {E} \left[f(X)\right].}
On a le théorème suivant :
Théorème —  Dans le cas de variables aléatoires réelles ({\displaystyle S=\mathbb {R} }), on note (Fn)n ≥ 0, F les fonctions de répartitions de (Xn)n ≥ 0 et de X. Il y a alors équivalence entre les trois propositions ci-dessous :
1. (Xn)n ≥ 0 converge en loi vers X,
2. pour tout réel x en lequel F est continue, {\displaystyle \lim _{n\rightarrow \infty }F_{n}(x)=F(x)},
3. il existe un espace probabilisé {\displaystyle \left({\widehat {\Omega }},{\widehat {\mathcal {A}}},{\widehat {\mathbb {P} }}\right)}, et, définies sur cet espace, des variables aléatoires réelles (X'n)n ≥ 0  et X' telles que, simultanément,
  1. X' a même loi que X,
  2. pour chaque n, Xn' a même loi que Xn,
  3. (X'n)n ≥ 0 converge presque sûrement vers X'.

L'implication 1.⇒3. reste vraie lorsque les variables aléatoires réelles sont remplacées par des variables aléatoires à valeurs dans un espace de Lusin  (S , d), i.e. un espace métrisable assez général ({\displaystyle S=\mathbb {R} ^{d}} et {\displaystyle S={\mathcal {C}}([0,1],\mathbb {R} )} en sont des exemples). L'implication 1.⇒3. porte alors le nom de théorème de représentation de Skorokhod.